# Alberto Masi
Alberto Masi (Genua, 2 september 1992) is een Italiaans voetballer die bij voorkeur als centrale verdediger speelt. Hij verruilde in juli 2013 Juventus voor Ternana, dat hem daarvoor al een half jaar huurde.

## Clubcarrière
Masi komt uit de jeugdopleiding van Sampdoria, waarvoor hij tussen 2009 en 2011 drie wedstrijden speelde in de Serie A. Sampdoria leende hem tijdens het seizoen 2010-2011 uit aan Lavagnese. Op 8 juli 2011 tekende hij bij Pro Vercelli, waar hij na amper één seizoen werd weggehaald door Juventus. Op 5 juli 2012 tekende hij een vijfjarig contract bij De Oude Dame, dat hem onmiddellijk uitleende aan Pro Vercelli.

## Interlandcarrière
Masi kwam eenmaal uit voor Italië -20. Hij debuteerde in 2012 in Italië -21.